# Campionati del mondo di ciclocross 2024
I Campionati del mondo di ciclocross 2024 (en.: 2024 UCI Cyclo-cross World Championships) si è svolto a Tábor, in Repubblica Ceca, dal 2 al 4 febbraio. 
Sono state 7 le gare in programma: tre maschili, tre femminili e una staffetta mista.

## Programma
Venerdi 3 febbraio:
- 12:30 Staffetta mista a squadre

Sabato 4 febbraio:
- 11:00 Donne junior
- 12:30 Uomini Under-23
- 14:30 Donne Elite

Domenica 5 febbraio:
- 11:00 Uomini junior
- 12:30 Donne Under-23
- 14:30 Uomini Elite

## Medagliere
| Pos.   | Nazione       | Oro | Argento | Bronzo | Totale |
| ------ | ------------- | --- | ------- | ------ | ------ |
| 1      | Paesi Bassi   | 3   | 3       | 2      | 8      |
| 2      | Francia       | 2   | 0       | 0      | 2      |
| 3      | Gran Bretagna | 1   | 2       | 0      | 3      |
| 4      | Italia        | 1   | 0       | 0      | 1      |
| 5      | Belgio        | 0   | 1       | 3      | 4      |
| 6      | Rep. Ceca     | 0   | 1       | 1      | 2      |
| 7      | Slovacchia    | 0   | 0       | 1      | 1      |
| Totale | Totale        | 7   | 7       | 7      | 21     |

## Podi
| Eventi                       | Oro                                                                                                   | Tempo    | Argento                                                                                            | Tempo   | Bronzo | Tempo   |
| Gare maschili                | |          | |         | |         |
| Elite dettagli               | Mathieu van der Poel                                                                                  | 58'14"   | Joris Nieuwenhuis                                                                                  | a 37"   | Michael Vanthourenhout                                                                                       | a 1'06" |
| Under-23 dettagli            | Tibor Del Grosso                                                                                      | 52'02"   | Emiel Verstrynge                                                                                   | a 27"   | Jente Michels                                                                                                | s.t.    |
| Junior dettagli              | Stefano Viezzi                                                                                        | 42'01"   | Keije Solen                                                                                        | a 9"    | Kryštof Bažant                                                                                               | a 31"   |
| Gare femminili               | |          | |         | |         |
| Elite dettagli               | Fem van Empel                                                                                         | 46'19"   | Lucinda Brand                                                                                      | a 1'20" | Puck Pieterse                                                                                                | a 1'54" |
| Under-23 dettagli            | Zoe Bäckstedt                                                                                         | 48'28"   | Kristýna Zemanová                                                                                  | a 44"   | Leonie Bentveld                                                                                              | a 55"   |
| Junior dettagli              | Célia Gery                                                                                            | 37'01"   | Cat Ferguson                                                                                       | a 5"    | Viktória Chladoňová                                                                                          | a 14"   |
| Gare miste                   | |          | |         | |         |
| Staffetta a squadre dettagli | Francia Rémi Lelandais Martin Groslambert Célia Gery Lauriane Duraffourg Hélène Clauzel Aubin Sparfel | 1h01'23" | Gran Bretagna Zoe Bäckstedt Corran Carrick-Anderson Cat Ferguson Oscar Amey Anna Kay Cameron Mason | s.t.    | Belgio Arthur Van den Boer Ward Huybs Shanyl De Schoesitter Julie Brouwers Sanne Cant Michael Vanthourenhout | a 32"   |